# Bio Guéra
Bio Guéra, né en 1856 dans le village Gbaasi et mort en 1916, est un prince guerrier wassangari, un peuple du Nord Bénin.
Il a mené plusieurs résistances contre la colonisation française au Bénin.

## Biographie

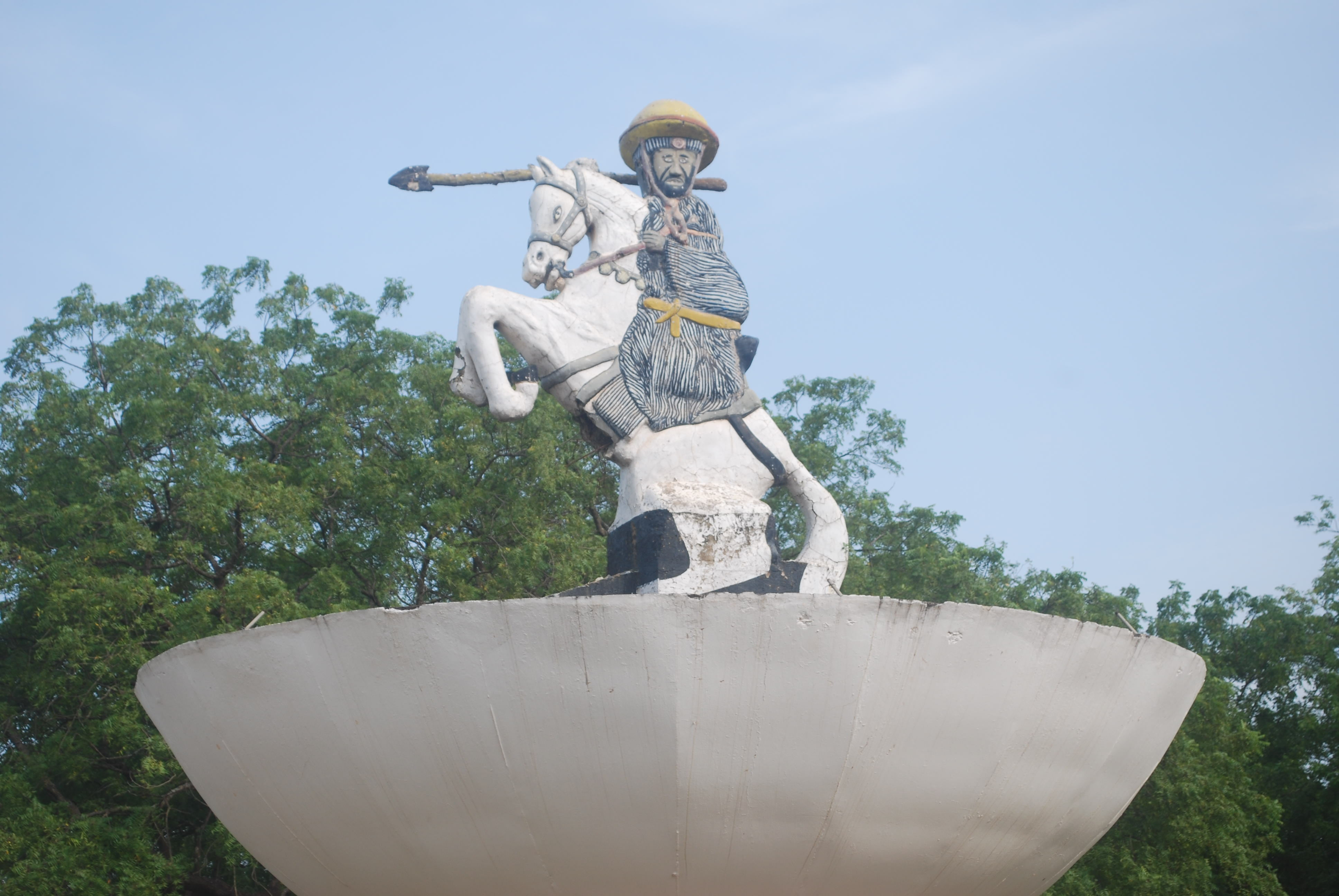
Statue de Bio Guéra à la place du même nom à Parakou

Bio Guéra (de son vrai nom Gbaasi N’Guerra), est un prince guerrier wassangari. Il est né en 1856 à Gbaasi dans la commune de Kalalé.
Né d'un père wassangari, Sabi Yérima, et d'une mère gando, une ethnie du nord Bénin, il a mené plusieurs résistances contre l'impérialisme français au Bénin.

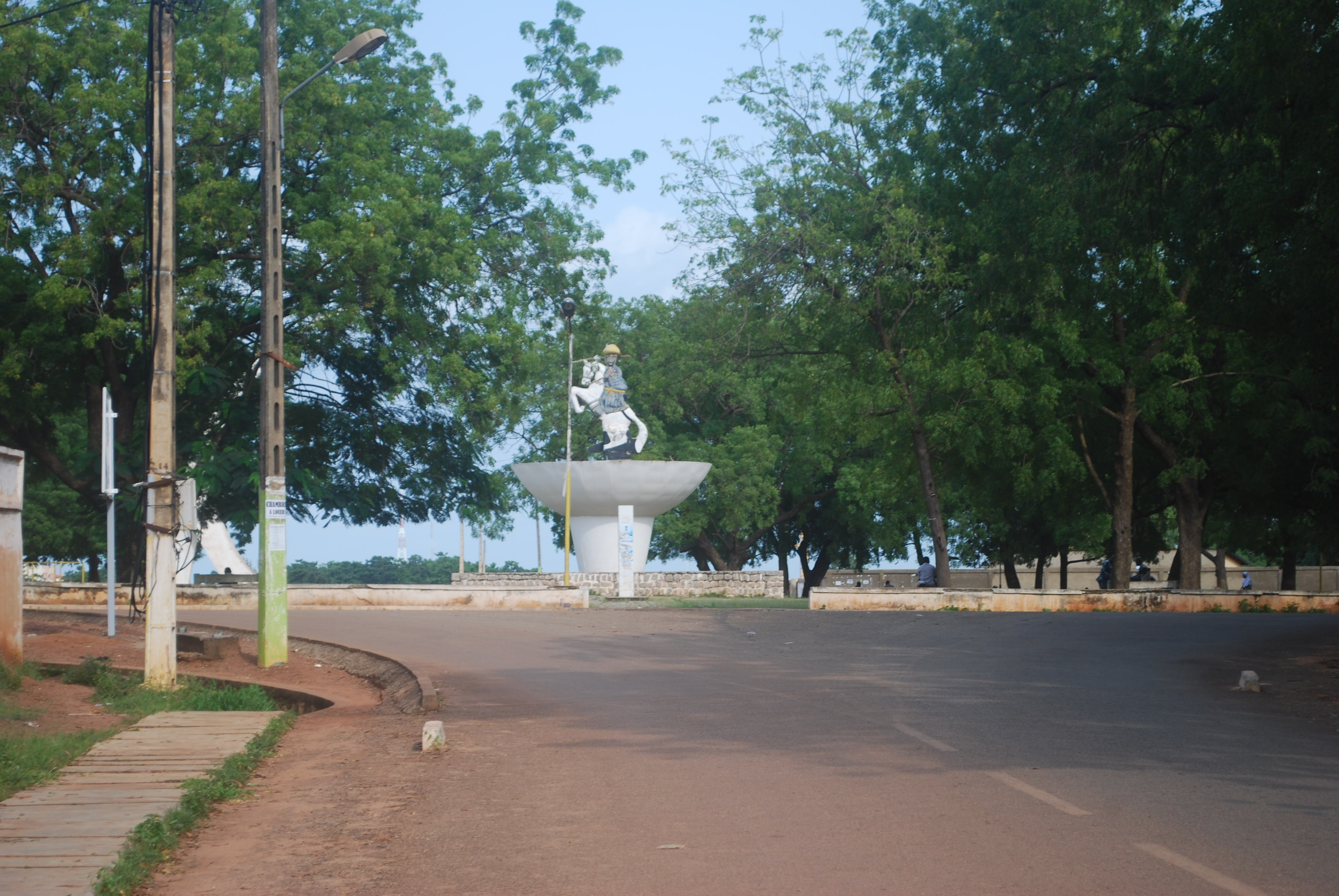
Place Bio Guera de Parakou 34.

Il est mort le 17 décembre 1916.

### Bibliographie

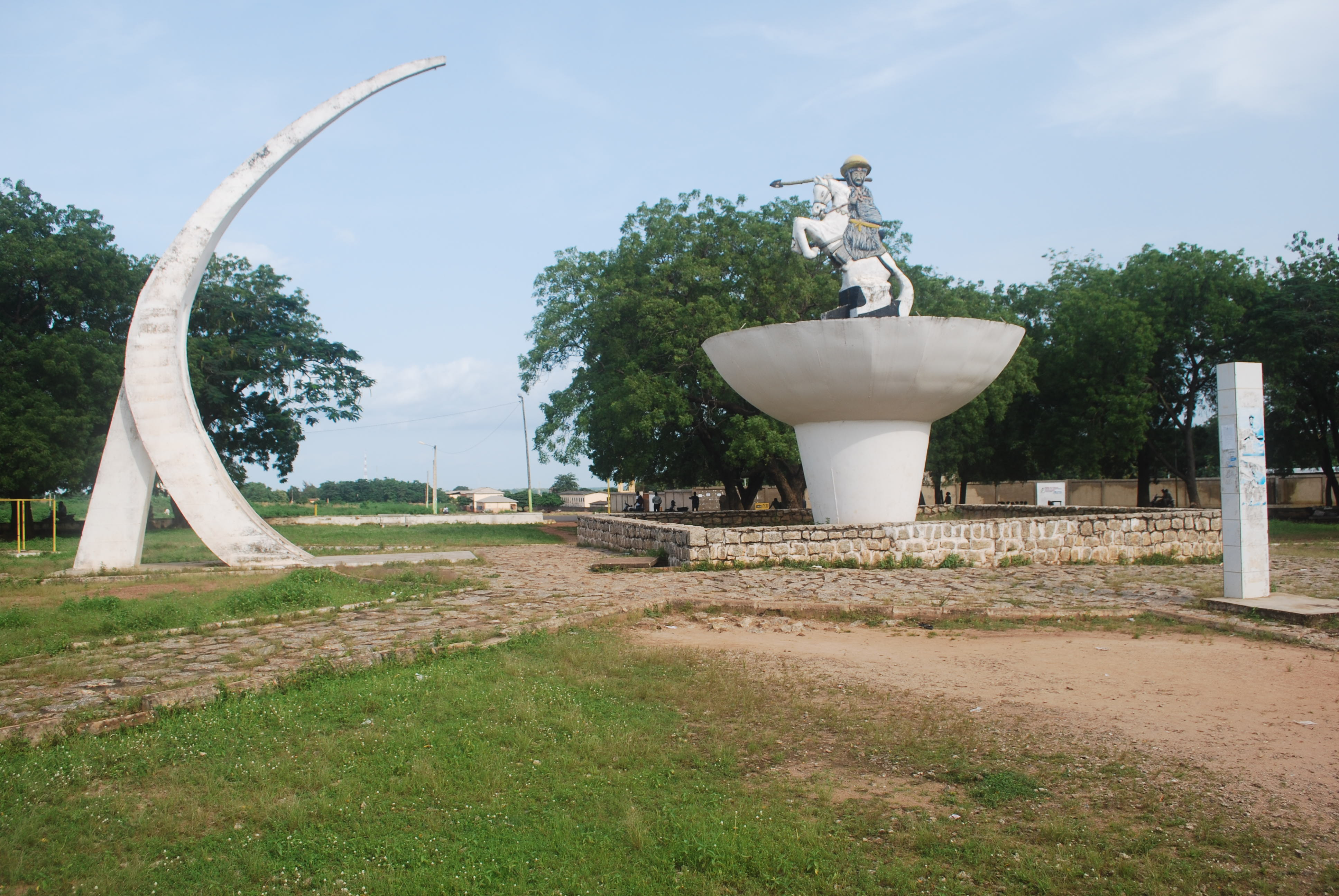
Place Bio Guera de Parakou vue en plan.

### Filmographie
- Centenaire de Bio Guera: Appel du premier ministre de l'empire Baatonu depuis la tombe de Bio Guera, production Gaston Yamaro, vidéo mise en ligne le 21 avril 2016, 7 min 07